# John Hamilton (1er marquis de Hamilton)
Pour les articles homonymes, voir John Hamilton et Hamilton.
John Hamilton, 1er marquis de Hamilton ( c. 1535 - 26 avril 1604) est un noble écossais.

## Biographie
Il est le troisième fils de James Hamilton, 2e comte d'Arran et de son épouse Margaret Douglas, fille de James Douglas, 3e comte de Morton. Son frère aîné est James Hamilton, 3e comte d'Arran, et le plus jeune Claud Hamilton, 1er Lord Paisley.
En 1547, il devient très jeune Commendator of Inchaffray Abbey, poste qu'il occupe jusqu'en 1551, date à laquelle il est nommé Commendator of Arbroath. Il jouit des avantages d'Arbroath jusqu'en 1579, bien qu'il ait eu auparavant des problèmes avec George Douglas (futur Évêque de Moray et fils du comte d'Angus) au sujet de son mandat .
Le frère aîné de Hamilton, Lord James, accède au comté d'Arran en 1575, mais en raison de sa folie, le soin des domaines de Hamilton est confié à Lord John. Il est, comme sa famille, un partisan de Marie Stuart, et pour cela, en 1579, les biens de la famille sont confisqués par le gouvernement de James Douglas, 4e comte de Morton, régent du mineur Jacques VI d’Écosse. Hamilton s'enfuit en Angleterre, puis en France. Il retourne en Angleterre et il reste avec son frère Claude dans le nord. En Angleterre, il se réconcilie avec Archibald Douglas, 8e comte d'Angus (en), également exilé après le raid de Ruthven. Le roi Jacques est désormais sous l'influence de Jacques Stuart, comte d'Arran, à qui il a accordé le comté d'Arran détenu par le frère de Hamilton. Avec son frère Angus et d'autres (dont le comte de Mar et le maître de Glamis) et avec la connivence d'Élisabeth Ire d'Angleterre, il lève une armée et entre en Écosse avant d'atteindre Stirling en octobre 1585. Le roi Jacques capitule le 4 novembre et reçoit les seigneurs bannis en sa présence .
Le roi n'a jamais rencontré Lord John, mais le salue chaleureusement en tant que serviteur particulièrement fidèle envers sa mère. Lors d'un parlement réuni à Linlithgow le 1er décembre 1585, le roi annule la confiscation de Hamilton et le restaure, ainsi que les autres seigneurs, sur leurs terres précédemment occupées. En outre, Hamilton est élevé au Conseil privé et nommé capitaine du Château de Dumbarton . En avril 1590, il visite le palais de Dalkeith et, lorsque le jardinier tente de l'empêcher de prendre un cheval, son serviteur lui décoche une balle .
Hamilton continue de monter en faveur du roi et, le 15 avril 1599, à la suite du baptême de la princesse Margaret au Palais de Holyrood, il est créé marquis de Hamilton, comte d'Arran et Lord Aven .
En 1588, Hamilton fonde une école primaire, connue sous le nom de Hamilton Academy.

## Mariage et descendance
John épouse Margaret Lyon, comtesse de Cassilis, veuve de Gilbert Kennedy, 4e comte de Cassilis (en) et fille de John Lyon, 7e lord Glamis (en), avant le 10 février 1578 ,.
Ils ont trois enfants:
- Edward Hamilton, décédé en bas âge
- James Hamilton, 2e marquis de Hamilton
- Margaret Hamilton, mariée à John Maxwell, 9e Lord Maxwell (en)

Hamilton a également deux enfants illégitimes:
- Margaret Hamilton, mariée à Sir Humphrey Colquhoun de Luss
- John Hamilton de Letterick, duquel descendent les seigneurs Bargany

## Sources
- Balfour Paul, Sir James , The Ecoss Peerage IX vols, Édimbourg 1904